# Rechung Puk
Rechung Puk (tibétain : རས་ཆུང་ཕུག, Wylie : ras chung phug, THL : ré chung puk ; translittération en chinois simplifié : 日琼布寺 ; chinois traditionnel : 日瓊布寺 ; pinyin : rìqióngbù sì ou 热炯寺, rèjiǒng sì en référence à son fondateur, Rechung (Rejiong) est le nom d'une grotte et d'un monastère du XIIe siècle, construit à proximité sur le flanc de la montagne qui sépare la vallée de Yarlung de celle de Chonggye. Il est situé dans le xian de Nêdong, préfecture de Shannan, dans la région autonome du Tibet, en République populaire de Chine.

## Histoire
La grotte de l'Heruka noir, situé à  Rechung Puk est l'une des grottes où Rechungpa (1084 - 1161), disciple de Milarépa, pratiqua la méditation et laissa une empreinte de pied. Ce lien incita à la construction, autour de la grotte, d'un grand monastère qui abritait un millier de moines à son apogée. Le monastère appartient à la tradition Rechung Nyinggyu, comportant des enseignements Kagyu et Nyingma.
En 1959, le nombre de moines n'était plus que de 60. Le complexe a été détruit durant le révolution culturelle. Dans les années 1980, on ne trouvait que quelques bâtiments reconstruits autour de la grotte, sous les ruines du monastère.